# Tang Chunyu
Tang Chunyu (chinesisch 湯春珏 / 汤春珏, Pinyin Tāng Chūnjué, * 21. Februar 1979) ist eine ehemalige Badmintonspielerin aus der Volksrepublik China.

## Karriere
Tang Chunyu gewann die  German Open 1999, wo sie im Finale gegen Marina Andrievskaia aus Schweden mit 7:11, 11:6 und 11:2 siegte. Im gleichen Jahr war sie bei den Dutch Open im Dameneinzel erfolgreich. Bei den China Open 2001 stand sie im Viertelfinale ebenso wie bei der Asienmeisterschaft, den Korea Open und den Singapur Open des Jahres 2001. 2000 schaffte sie es bis ins Halbfinale der Dutch Open.

## Sportliche Erfolge
| Saison | Veranstaltung | Disziplin   | Platz | Name        |
| ------ | ------------- | ----------- | ----- | ----------- |
| 1999   | German Open   | Dameneinzel | 1     | Tang Chunyu |
| 1999   | Dutch Open    | Dameneinzel | 1     | Tang Chunyu |
| 2000   | Dutch Open    | Dameneinzel | 3     | Tang Chunyu |